# NGC 11
NGC 11 é uma galáxia espiral (Sa) localizada na direcção da constelação de Andromeda. Possui uma declinação de +37° 26' 53" e uma ascensão recta de 0 horas, 08 minutos e 42,3 segundos.
A galáxia NGC 11 foi descoberta em 24 de Outubro de 1881 por Édouard Jean-Marie Stephan.